# Галібей Юрій-Адальберт
Юрій-Адальберт Галібей (1888 р. — 13 червня 1919, Монастириська, нині Тернопільська область) — український греко-католицький священник, капелан УГА. З роду Галібеїв — татарського походження. Був рідним братом священника о. Івана, підприємця Михайла, педагога Степана Галібеїв.

## Життєпис

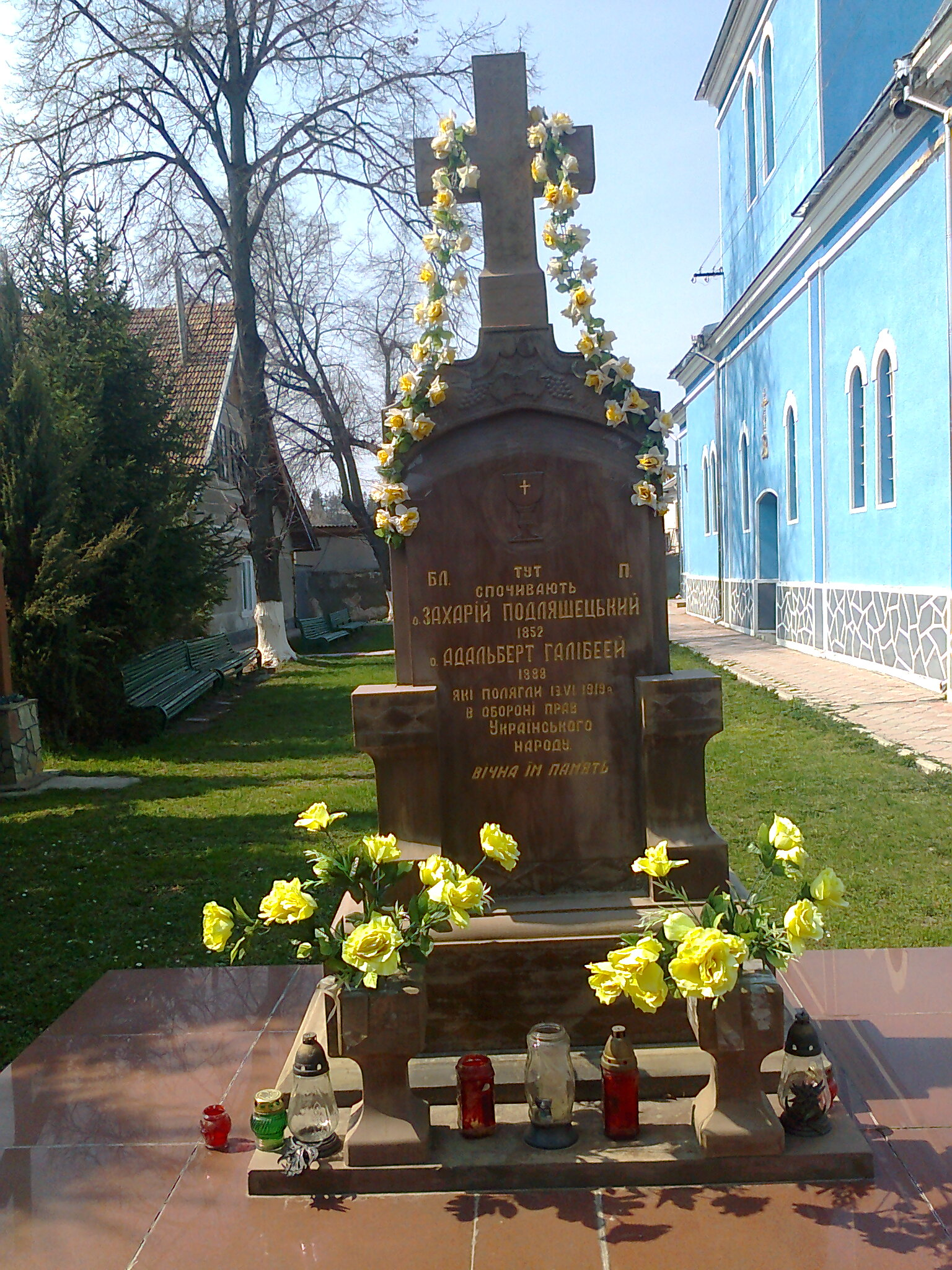
Могила отців Захарія Подляшецького та Юрія-Адальберта Галібея біля церкви Воздвиження Чесного Хреста, Монастириська

Закінчив Станиславівську духовну семінарію, 1912 року отримав сан священника. Продовжив студії в Augustineum (м. Відень).
Служив духівником Станиславівської (тепер Івано-Франківської) духовної семінарії, сотрудником (помічником священника, тобто другим священником) у Монастириськах.
Від початку 1919 року був військовим капеляном УГА (у званні поручника).
Загинув 13 червня 1919 року у бою, а конкретніше, був замордований разом зі старим священиком о. Захарієм Подляшецьким після захоплення міста Монастириська (нині Тернопільська область, Україна, тоді ЗУНР) польськими військами під час польсько-української війни 1918–1919 років (в дикунський спосіб…